# Resolució 1980 del Consell de Seguretat de les Nacions Unides
La Resolució 1980 del Consell de Seguretat de les Nacions Unides fou adoptada per unanimitat el 28 d'abril de 2011. Després de recordar les resolucions anteriors sobre la situació a Costa d'Ivori, incloses les resolucions 1880 (2009), 1893 (2009), 1911 (2010), 1933 (2010), 1946 (2010), 1962 (2010) i la 1975 (2011), el Consell va prorrogar un embargament d'armes, prohibició del comerç de diamants i sancions financeres i de viatge dirigides a funcionaris ivorians fins al 30 d'abril de 2012.
L'ambaixador de Costa d'Ivori davant les Nacions Unides va acollir amb satisfacció l'aprovació de la resolució per aconseguir "el final de l'estat de la bel·ligerància, des d'on el país va patir durant mesos."

## Resolució

### Observacions
El Consell de Seguretat va reiterar que es van adoptar resolucions anteriors que autoritzaven sancions per contribuir a l'estabilitat de Costa d'Ivori i donar suport al seu procés de pau. Va donar la benvinguda al fet que Alassane Ouattara havia assumit totes les responsabilitats del Cap d'Estat i va condemnar totes les violacions dels drets humans i dret internacional humanitari.

### Actes
Actuant sota el Capítol VII de la Carta de les Nacions Unides, es va renovar l'embargament d'armes, la prohibició del comerç de diamants i les sancions financeres i de viatges contra determinats funcionaris de Costa d'Ivori fins al 30 d'abril de 2012. El Consell va assenyalar que la supressió de les mesures estava condicionada a la celebració de eleccions, la implementació de parts importants del procés de pau, la protecció dels drets humans i l'estabilitat del país. Les mesures serien revisades abans del 31 d'octubre de 2011.
La resolució va instar als combatents il·legals a abandonar immediatament les seves armes, que serien recollides per l'Operació de les Nacions Unides a Costa d'Ivori (UNOCI) i el govern ivorià. També hi havia preocupació per la presència de mercenaris a Costa d'Ivori, particularment dels països veïns; tant Costa d'Ivori com Libèria van ser convidats a abordar el problema.
Finalment, el Consell de Seguretat va ampliar el mandat d'un grup d'experts que vigilava la implementació de sancions contra el país fins al 30 d'abril de 2012.